# Plancha anaeróbica
La plancha (también llamada plank, estabilización horizontal, plancha abdominal o puente abdominal) es un ejercicio isométrico de torso que consiste en mantener una posición difícil por un periodo de tiempo prolongado. La plancha más común es la plancha frontal o de antebrazo, la cual se hace en una posición de lagartija con el peso corporal apoyado sobre los antebrazos, codos y dedos de los pies.

Marine haciendo una plancha lateral

Existen diferentes variaciones, como la plancha lateral y la plancha invertida. La plancha es practicada habitualmente en pilates y yoga, y por las personas que entrenan boxeo y otros deportes.
La plancha fortalece los abdominales, la espalda y los hombros. Los músculos implicados en la plancha frontal incluyen:
- Músculos primarios: músculo erector de la columna, músculo recto mayor del abdomen (abdominales) y músculo transverso del abdomen.[7]
- Músculos secundarios: (músculos sinergistas y estabilizadores): el trapecio, el músculo romboides, el manguito rotador, el músculo deltoides (anterior, medio y posterior), el pectoral mayor, el músculo serrato anterior, el músculo glúteo mayor, el músculo cuádriceps femoral y el músculo gastrocnemio.[8]

Músculos implicados en la plancha lateral incluyen:
- Primarios: el músculo transverso del abdomen, el músculo glúteo medio y el músculo glúteo menor (abductores), los músculos aductores de la cadera y los músculos oblicuos (externo e interno). [cita requerida]
- Secundarios: el músculo glúteo mayor, el músculo cuádriceps femoral y los músculos isquiotibiales. [cita requerida]

El récord mundial actual (según el libro Guinness de los récords) lo tiene Daniel Scali, quien logró superar el récord mundial Guinness por estar el mayor tiempo haciendo una plancha frontal, después de permanecer en esa posición por 9 horas y 33 minutos y 17 segundo.